# 蘇霍沃利亞 (索卡爾區)
50°29′58″N 24°21′57″E / 50.49944°N 24.36583°E
蘇霍沃利亞（烏克蘭語：Суховоля），是烏克蘭西部的村莊，隸屬利維夫州的舍普季茨基區。該村面積0.51平方公里，海拔高度197米，2001年人口364，人口密度每平方公里719.37人。